# كيرستين زيكفيلد
كيرستين زيكفيلد عالمة فيزياء مناخ ألمانية، مقيمة في كندا. وهي عضو في الفريق الحكومي الدولي المعني بتغير المناخ التابع للأمم المتحدة، وكانت واحدة من مؤلفي التقرير الخاص بالفريق الحكومي الدولي المعني بتغير المناخ (IPCC) بشأن الاحترار العالمي عند 1.5 درجة مئوية.      

## مهنتها كباحثة
أكملت زيكفيلد درجة الماجستير في العلوم بتخصص الفيزياء من جامعة برلين الحرة عام 1998، ثم حصلت على درجة الدكتوراه في الفيزياء من جامعة بوتسدام عام 2004. بعد ذلك، أجرت زيكفيلد أبحاث ما بعد الدكتوراه في معهد بوتسدام لأبحاث تأثير المناخ، وجامعة فيكتوريا والمركز الكندي لنمذجة وتحليل المناخ.
منذ عام 2010، أجرت زيكفيلد أبحاثًا بوصفها أستاذة مشاركة في علوم المناخ في جامعة سيمون فريزر في برنابي، كولومبيا البريطانية.  تتضمن أبحاثها جوانب مختلفة من تغير المناخ، بما في ذلك استراتيجيات التخفيف مثل تقنيات الانبعاثات السلبية.    شاركت مع 91 مؤلفًا بكتابة تقرير الفريق الحكومي الدولي المعني بتغير المناخ (IPCC) الخاص حول الاحترار العالمي عند 1.5 درجة مئوية.  
تم الاستشهاد بأبحاثها أكثر من 3800 مرة، حصلت على جائزة الرئيس للقيادة في الاستدامة لعام 2019 من جامعة سيمون فريزر.